# Håslövs landskommun
Håslövs landskommun var en tidigare kommun i dåvarande Malmöhus län.

## Administrativ historik
Kommunen bildades i Håslövs socken i Skytts härad i Skåne när 1862 års kommunalförordningar trädde i kraft.
Vid kommunreformen 1952 uppgick kommunen i Rängs landskommun som uppgick 1974 i Vellinge kommun.